# Grand Prix Americas 2003
Grand Prix Americas 2003 var den sextonde deltävlingen i CART World Series 2003. Racet kördes den 28 september i Bayfront Park i Miami, Florida. Mario Domínguez tog sin första seger för säsongen, efter att ha tagit sig i mål tre sekunder före stallkamraten Roberto Moreno, och därmed säkra Herdez Competitions första dubbelseger. Nykomlingen Mika Salo blev trea i sin enbart andra start i CART, medan titelkandidaterna körde bort sig på vägen.

## Slutresultat
| Plats | Förare              | Team                      | Grid | Kvaltid |
| ----- | ------------------- | ------------------------- | ---- | ------- |
| 1     | Mario Domínguez     | Herdez Competition        | 8    | 45,157  |
| 2     | Roberto Moreno      | Herdez Competition        | 7    | 45,140  |
| 3     | Mika Salo           | PK Racing                 | 15   | 45,686  |
| 4     | Jimmy Vasser        | Spirit Team Johansson     | 11   | 45,380  |
| 5     | Mario Haberfeld     | Conquest Racing           | 13   | 45,441  |
| 6     | Patrick Carpentier  | Forsythe Racing           | 18   | 46,785  |
| 7     | Michel Jourdain Jr. | Team Rahal                | 6    | 44,939  |
| 8     | Adrián Fernández    | Fernández Racing          | 1    | 44,253  |
| 9     | Bruno Junqueira     | Newman/Haas Racing        | 2    | 45,024  |
| 10    | Geoff Boss          | Dale Coyne Racing         | 17   | 46,446  |
| 11    | Darren Manning      | Walker Racing             | 12   | 45,430  |
| 12    | Ryan Hunter-Reay    | Spirit Team Johansson     | 14   | 45,652  |
| 13    | Alex Tagliani       | Rocketsports Racing       | 10   | 45,372  |
| 14    | Alex Sperafico      | Dale Coyne Racing         | 19   | 48,871  |
| 15    | Tiago Monteiro      | Fittipaldi-Dingman Racing | 9    | 45,318  |
| 16    | Paul Tracy          | Forsythe Racing           | 5    | 44,768  |
| 17    | Sébastien Bourdais  | Newman/Haas Racing        | 4    | 44,609  |
| 18    | Rodolfo Lavín       | Walker Racing             | 16   | 46,319  |
| 19    | Oriol Servià        | Patrick Racing            | 3    | 44,289  |